# After life (opera)
After life is een opera van de Nederlandse componist Michel van der Aa, gecomponeerd in 2005-2006 (herzien in 2009) en gebaseerd op de gelijknamige film van Hirokazu Kore-Eda.

## Achtergrond
After life is gecomponeerd in opdracht van De Nederlandse Opera en het Fonds voor de Scheppende Toonkunst. De première vond plaats op 2 juni 2006 in het Muziekgebouw aan 't IJ in Amsterdam ter gelegenheid van het Holland Festival. In 2009 is de opera herzien. Hierbij zijn twee rollen (Kilian en Mike) geschrapt, om het verhaal overzichtelijker te maken en om ruimte te creëren voor ontwikkeling van de andere personages. In 2009 is de opera opnieuw uitgevoerd in Amsterdam, ditmaal in het Muziektheater. In 2010 is de opera tevens uitgevoerd in Lyon en Londen.
Het verhaal is gebaseerd op de film After life van Hirokazu Kore-Eda. Van der Aa schreef zelf het libretto. Hieraan voorafgaande interviewde hij tientallen mensen, met telkens de vraag: 'Wat was het meest beslissende moment in je leven?' Deze interviews zijn door hem vastgelegd op video. Van vier interviews is materiaal verwerkt in de opera. Hiervoor zijn twee grote en mobiele schermen op het podium geplaatst, waarop de fragmenten worden vertoond.
Op de videoschermen worden tevens beelden vertoond van de solisten. Hiermee creëert Van der Aa de mogelijk voor solisten om een duet met zichzelf als alter ego aan te gaan, vergelijkbaar met zijn methode in de kameropera One (2003). Door dit aspect is het noodzakelijk dat de opera telkens met dezelfde solisten wordt uitgevoerd, zodat de personages op video en toneel met elkaar overeenkomen.
In After life maakt Van der Aa veelvuldig gebruik van elektronische muziek, die door hemzelf live wordt bestuurd tijdens de uitvoering. Dankzij de interactie tussen livemuziek, (live) elektronische muziek, theater en video is de opera beschreven als 'Gesamtkunstwerk van de toekomst.' Tijdens de uitvoering op 2 oktober 2009 in het Muzietheater te Amsterdam kwamen de problemen van een multimediale opera duidelijk naar voren, toen deze kort stilgelegd diende te worden omdat de videoschermen niet goed functioneerden.

## Rolverdeling
Gidsen:
- Aiden (Roderick Williams)
- Sarah (Yvette Bonner)
- Chief (Claron McFadden)
- Kilian (Karl Daymond) (alleen in de versie van 2006)

Overleden personen:
- Mr, Walter (Richard Suart)
- Ilana (Margriet van Reisen)
- Bryna (Helena Rasker)
- Mike (Mitchell Sandler) (alleen in de versie van 2006)

## Synopsis (naar de versie uit 2009)
Het verhaal speelt zich af in een tussenstation tussen leven en dood. Hier passeren wekelijks recent overleden personen om, geholpen door gidsen, een moment uit hun leven te kiezen om mee te nemen naar het hiernamaals. Deze week zijn zeven mensen overleden. Van maandag tot zondag is er de gelegenheid een moment te kiezen en om deze (gereconstrueerd) vast te leggen op video. Hierin worden ze ondersteund door drie gidsen. De gidsen hebben voorheen nooit een keuze kunnen maken, en werken op het tussenstation totdat ze het juiste moment hebben gevonden.
Na ontvangst van de overleden personen worden de taken verdeeld tussen gidsen. Aiden, een jongeman, zal de 71-jarige Mr. Walter bijstaan, die moeite heeft een moment te kiezen aangezien in zijn ogen zich geen bijzondere gebeurtenissen hebben voorgedaan in zijn leven. De veel te jong overleden Ilana, die wordt begeleid door Chief, heeft een zeer slechte jeugd gehad en heeft alleen maar nare herinneringen. Met name voor haar wordt het lastig een geschikt moment te kiezen. Sarah zal de gids zijn van Bryna Pullman, een vrouw van middelbare leeftijd die veel leed heeft gekend.
Onverwachts doet zich een bizarre situatie voor. Aiden realiseert zich, na enkele gesprekken met Mr. Walter, dat de twee mannen dezelfde vrouw hebben getrouwd, Kira. Mr. Walter herinnert zich de verhalen van zijn vrouw over haar vroegere partner, en laat Aiden per brief weten hoewel ze van hem heeft gehouden. Die informatie brengt Aiden zoveel geluk dat hij het lezen van deze brief kiest als moment om mee te nemen naar het hiernamaals.
Ilana kan maar niet kiezen, en blijft aan het eind van de week achter op het tussenstation als gids. Dat komt goed uit, want Aiden vertrekt. Bryna Pullman heeft wel een moment gevonden, evenals de vier personen op de video's. Zij vertrekken, na reconstructies van de gekozen momenten, naar het hiernamaals.

## Analyse
Deze opera roept waarschijnlijk meer vragen op dan dat deze worden beantwoordt, vooral met betrekking tot de eigenschappen van het 'tussenstation' en het hiernamaals.
Ten eerste is de aard van het te kiezen moment niet geheel duidelijk. De beschrijving van de componist luidt dat het meest 'beslissende' moment dient te worden gekozen. Uit het verloop van het verhaal blijkt echter dat er niet zozeer momenten worden gekozen die in het leven een beslissende rol hebben gespeeld, maar momenten van veel innerlijk geluk en vrede. In de opera zelf wordt dit beschreven als 'most meaningful or precious to you'. Hiermee wordt het publiek niet alleen de vraag gesteld welk moment zij zouden kiezen, maar tevens wat voor een soort momenten uiteindelijk het meest belangrijk zijn.
Daarnaast is hoedanigheid van het tussenstation interessant. Duidelijk is dat alle mensen die zich daar bevinden zijn overleden. Toch wordt hier wel van dag tot dag ‘geleefd’, waarbij de dagen van de week zelfs worden geteld. De gidsen, die er niet toe in staat zijn geweest een moment te kiezen en daarom wat langer daar verblijven, verouderen echter niet. Bijvoorbeeld Aiden, die al in 1955 is overleden, ziet eruit als tweeëntwintig. Hiermee is het aspect van tijd ambigu, en kan de omgeving van het tussenstation tussen leven en dood worden omschreven als een dualiteit in zichzelf.
Ten derde is de aard van de realiteit een terugkerend thema, waarbij deze continu ter discussie wordt gesteld. De video vervult hierbij een belangrijke rol, vooral dankzij de mogelijkheid om personages tegelijkertijd op beeld als op toneel te laten verschijnen. De verschillende media kunnen elkaar in het verloop van het verhaal zowel aanvullen als tegenspreken, waarbij het soms onduidelijk is in welk medium de realiteit zich bevindt. Bovendien, naast dat de vier geïnterviewde personen op video verhalen vertellen uit hun eigen leven, zijn tevens de levensverhalen van enkele solisten deels gebaseerd op verhalen uit de interviews. Ook hiermee versmelten realiteit en fictie.
Dergelijke spanningen in het libretto, in het bijzonder met betrekking tot tijd en realiteit, worden ondersteund en geïntensiveerd door videomateriaal en door voor Van der Aa karakteristieke muzikale elementen, zoals het 'zappen', bevriezen of vooruitspoelen van muziek met behulp van elektronische middelen.